# Iermolivka, Baștanka
Iermolivka (în ucraineană Єрмолівка) este localitatea de reședință a comunei Iermolivka din raionul Baștanka, regiunea Mîkolaiiv, Ucraina.

## Demografie
Componența lingvistică a localității Iermolivka
     Ucraineană (95,43%)
     Română (2%)
     Rusă (1,43%)
Conform recensământului din 2001, majoritatea populației localității Iermolivka era vorbitoare de ucraineană (95,43%), existând în minoritate și vorbitori de română (2%), rusă (1,43%) și armeană (1,14%).